# جانگادا (ماتو گروسو)
جانگادا (به پرتغالی: Jangada) یک منطقهٔ مسکونی در برزیل است که در ماتو گروسو واقع شده‌است. جانگادا ۱٬۰۲۱٫۹۳۹ کیلومتر مربع مساحت و ۸٬۴۵۱ نفر جمعیت دارد و ۲۰۰ متر بالاتر از سطح دریا واقع شده‌است.